# NGC 2278
NGC 2278 é uma estrela dupla na direção da constelação de Gemini. O objeto foi descoberto pelo astrônomo Heinrich d'Arrest em 1865, usando um telescópio refrator com abertura de 11 polegadas. 